# Astrid Winkelman
Astrid Winkelman (Rotterdam, 3 juni 1970) is een Nederlands voormalig kunstschaatsster.
Ze werd twee keer Nederlands kampioen en deed in 1990 mee aan het EK. Na haar sportcarrière werd ze trainer bij clubs in Haarlem, Utrecht en Dordrecht. Ze trainde onder meer Kyarha van Tiel en Niki Wories. Verder werd ze technisch directeur van Dazzling On Tour.

## Belangrijke resultaten
| Kampioenschap           | 86/87 | 87/88 | 88/89 | 89/90 |
| ----------------------- | ----- | ----- | ----- | ----- |
| Wereldkampioenschap     |       |       |       |       |
| Europees kampioenschap  |       |       |       | 20e   |
| Benelux kampioenschap   |       |       |       | Goud  |
| Nationaal kampioenschap | Brons | Goud  |       | Goud  |